# Carla Perez
Pour les articles homonymes, voir Perez.
Carla Aparecida Perez Soares (née le 16 novembre 1977 à Salvador (Bahia)) est une chanteuse, animatrice de télévision et ancienne danseuse brésilienne.

## Carrière
Carla Perez est la fille de Carlos Soares et Ivone Perez (d'origine espagnole) ; elle a deux frères et deux sœurs.
Après sa fête des 15 ans, Carla Perez arrête l'école et s'inscrit dans une école de mannequinat. En 1995, elle rejoint le groupe musical Gera Samba comme danseuse puis devient la chanteuse sexy du groupe É o Tchan!. En 1996, elle pose nue pour la première fois pour l'édition brésilienne du magazine Playboy, en couverture du numéro d'octobre ; elle fera à nouveau la couverture de deux autres éditions : en avril 1998 et en décembre 2000, en plus d'une affiche en janvier 2001. En 1998, après une dispute avec Compadre Washington, elle quitte É o Tchan! pour d'autres projets professionnels. Carla Perez fait ses débuts en tant qu'actrice dans le long métrage Cinderela Baiana, réalisé et écrit par Conrado Sanchez, qui raconte une histoire inspirée de sa vie, de son enfance pauvre au succès. Ce film est aussi le premier d'Alexandre Pires (pt), le compagnon de Carla à l'époque, liaison qui sera brève. Il est un échec commercial et considéré comme l'un des plus mauvais films brésiliens. Elle travaille de 1998 à 2002 à SBT en présentant les programmes Fantasia et Canta e Dança, Minha Gente (pt). Elle participe à l'émission humoristique A Praça é Nossa (pt), sur la même chaîne.
En 2004, elle participe à une tournée commémorative du 10e anniversaire d'É o Tchan! aux côtés de ses collègues de l'époque.
En 2000, Carla Perez devient responsable du bloco pour enfants Algodão Doce et depuis lors, elle fait un travail consolidé pour ce créneau. Son premier album solo sorti la même année s'appelle aussi Algodão Doce. En 2007, Carla Perez sort son troisième CD pour enfants, Eletro-Kids, où elle interprète des tubes de pagode baiano. Le bloco remporte le Prix Dodô et Osmar huit fois de suite. De 2003 à 2008, à côté d'Otávio Mesquita (pt) et Otaviano Costa (pt), Carla présente le carnaval sur Rede Bandeirantes dans Band Folia (pt). En 2008, Carla est invitée à jouer le même rôle pour RedeTV!.
Entre 2012 et 2017, elle anime une émission pour enfants, Clube da Alegria, sur TV Aratu (pt) (filiale de SBT à Bahia).

## Vie privée
En mai 2000, elle commence à sortir avec le chanteur Xandy, chanteur principal de Harmonia do Samba. Le 25 octobre 2001, leur mariage a lieu à Costa do Sauípe, avec Ivete Sangalo, Xuxa et Scheila Carvalho (pt) parmi les invités. Le 23 décembre de la même année, leur première fille, Camilly Victória, naît, avec Xuxa et Gugu Liberato (pt) comme parrains. Le 20 décembre 2003, leur deuxième fils, Victor Alexandre, naît.
En mars 2016, la famille s'installe à Orlando, aux États-Unis.

## Discographie
Albums :
- 2000 : Algodão-Doce
- 2005 : Todos Juntos
- 2007 : Eletro-Kids

## Filmographie
- 1998 : Cinderela Baiana
- 1999 : Xuxa Requebra (pt)